# Municipalità regionale della contea di L'Érable
La municipalità regionale di contea di L'Érable è una municipalità regionale di contea del Canada, localizzata nella provincia del Québec, nella regione di Centre-du-Québec.
Il suo capoluogo è Plessisville.

## Città principali
City e Town
- Plessisville
- Princeville

Municipalità
- Inverness
- Laurierville
- Lyster
- Sainte-Sophie-d'Halifax
- Saint-Ferdinand
- Villeroy